# Gara Apoldu de Sus
Gara Apoldu de Sus este o stație de cale ferată care deservește Miercurea Sibiului, județul Sibiu, România.